# Võõpsu, Setomaa kommun
Võõpsu, Võõpso, Võõbsu, Lõbovka, Võha eller Võhandu (tyska: Wöbs) är en by (estniska: küla) i Setomaa kommun i landskapet Võrumaa i sydöstra Estland. Byn ligger ca 220 kilometer sydost om huvudstaden Tallinn, vid Riksväg 45, öster om ån Võhandu jõgi, inte långt från dess utflöde i sjön Peipus. På andra sidan ån, som här utgör gräns mot grannkommunen Räpina, ligger en småköping som även den heter Võõpsu.
I kyrkligt hänseende hör orten till Räpina församling inom den Estniska evangelisk-lutherska kyrkan.
Före kommunreformen 2017 hörde byn till dåvarande Mikitamäe kommun i landskapet Põlvamaa.

## Geografi
Võõpsu ligger 33 meter över havet. Terrängen runt Võõpsu är mycket platt. Runt Võõpsu är det glesbefolkat, med 10 invånare per kvadratkilometer. Närmaste större samhälle är Räpina, 5,3 km väster om Võõpsu. Omgivningarna runt Võõpsu är en mosaik av jordbruksmark och naturlig växtlighet.